# Collina d’Oro
Collina d’Oro ist eine politische Gemeinde im Kreis Paradiso, im Bezirk Lugano im Schweizer Kanton Tessin.

## Gemeindefusion

Luftbild von Walter Mittelholzer (1919)

Die Gemeinde entstand am 4. April 2004 aus der Fusion der früher selbständigen Ortsteile Agra, Gentilino und Montagnola. Auf den 1. April 2012 wurde zudem das zuvor selbständige Carabietta eingemeindet. Am 20. Oktober 2019 lehnten die Einwohner den Gemeindezusammenschluss mit der Nachbargemeinde Muzzano mit einer Mehrheit von 11 Stimmen ab (50,33 %).

## Geografie
Die Nachbargemeinden sind im Norden Muzzano TI und Sorengo, im Osten Lugano und Grancia, im Süden Vico Morcote und Morcote und im Westen Agno TI, Magliaso und Caslano.

## Fraktionen
- Agra: ehemalige Gemeinde
- Arasio: Fraktion der ehemaligen Gemeinde Montagnola
- Bigogno: Fraktion der ehemaligen Gemeinde Agra
- Cadepiano: Fraktion der ehemaligen Gemeinde Montagnola
- Carabietta: ehemalige Gemeinde
- Certenago: Fraktion der ehemaligen Gemeinde Montagnola
- Gentilino: ehemalige Gemeinde
- Guasto: Fraktion der ehemaligen Gemeinde Montagnola
- Montagnola: ehemalige Gemeinde
- Pianroncate: Fraktion der ehemaligen Gemeinde Montagnola
- Scairolo: Fraktion der ehemaligen Gemeinde Montagnola
- Viglio: Fraktion der ehemaligen Gemeinde Gentilino

## Bevölkerung
| Jahr      | 1970 | 1980 | 1990 | 2000 | 2005 | 2006 | 2007 | 2008 | 2010 | 2012 | 2014 | 2020 |
| Einwohner | 2600 | 2954 | 3685 | 4047 | 4363 | 4441 | 4526 | 4558 | 4330 | 4439 | 4670 | 4604 |

## Wirtschaft
In Agra steht das als Deutsches Haus bezeichnete und von 1913 bis 1969 betriebene Sanatorium für Tuberkulosepatienten. Montagnola ist unter anderem aufgrund dessen, dass Hermann Hesse hier gelebt hat, ein beliebtes Reiseziel für Touristen. In Montagnola ist auch ein 25 Häuser umfassendes Internat von The American Schools in Switzerland beheimatet.

## Stiftungen
- Seit 2006 ist der Sitz der Stiftung Fondazione Ursula e Gunter Böhmer, Gentilino in der Casa Albisetti im Teil «Barca» der Gemeinde Collina d’Oro.
- Fondazione Circolo Franchi Liberali e Filarmonica Liberale-Radicale Collina d’Oro[9]
- Fondazione Culturale della Collina d’Oro[10]

## Sehenswürdigkeiten

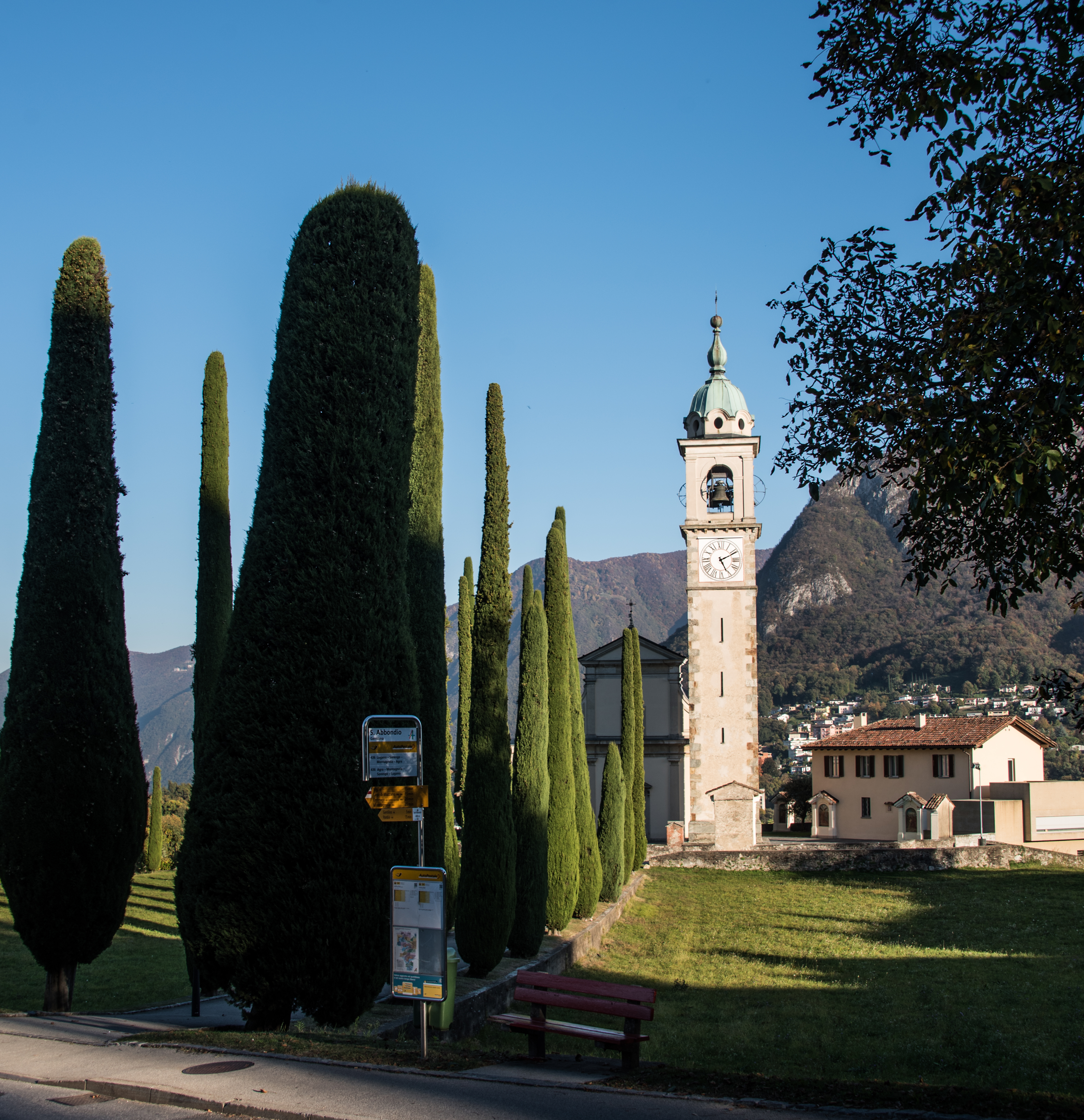
Kirche Sant’Abbondio in Collina d’Oro

- Pfarrkirche Sant’Abbondio mit Beinhaus und Kreuzwegkapelle[11][12]
- Betkapelle San Pietro[12]
- Oratorium della Presentazione (Praesentatio Jesu in Templo, Darbringung Jesu im Tempel)[12]
- Einfamilienhaus, Via ai Canvetti, Architekt: Tita Carloni[12]
- Einfamilienhaus, Via ai Grotti 12, Architekten: Mauro Buletti, Paolo Fumagalli[12]
- Auf dem Friedhof gegenüber der Kirche Sant’Abbondio liegen die Gräber von Hugo Ball und seiner Frau Emmy Hennings, von Ursula und Gunter Böhmer, von Hermann und Ninon Hesse sowie das Familiengrab von Bruno Walter.[12][13][12]
- Casa Camuzzi in Montagnola[12][14]

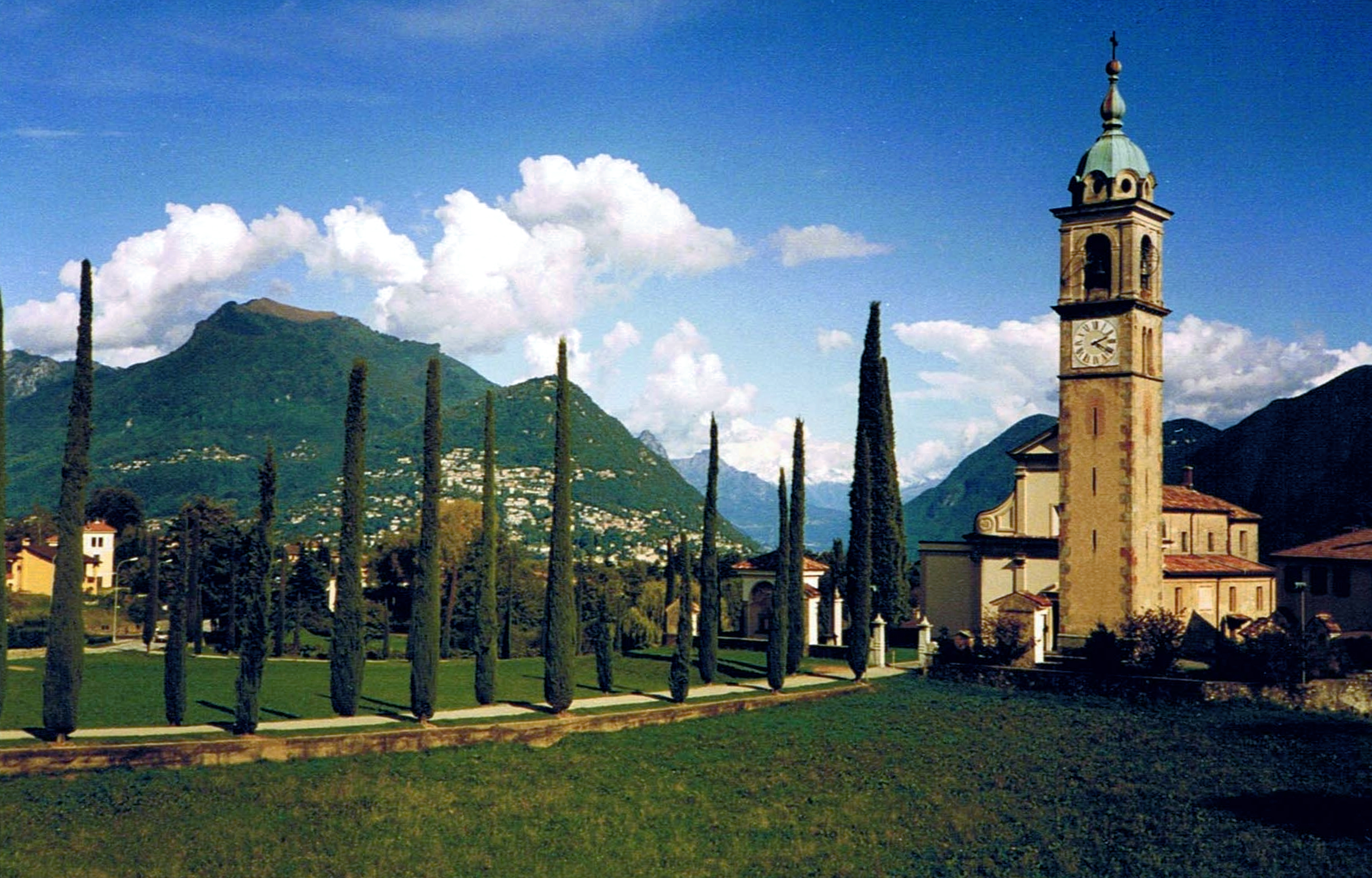
Kirche Sant'Abbondio in Gentilino
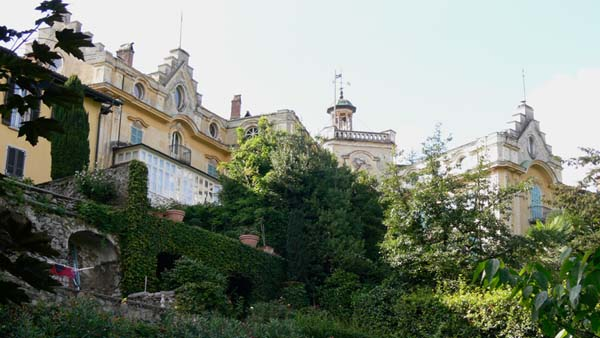
Wohnhaus Camuzzi
Hesse-Museum